# Поднарт
Поднарт (словен. Podnart) — поселення в общині Радовлиця, Горенський регіон, Словенія. Висота над рівнем моря: 377,9 м.